# 葛林芝火山
葛林芝火山，又译作克里西火山，是印度尼西亞最高的火山，也是蘇門答臘最高山峰，位於蘇門答臘中部的占碑省，距離巴東130公里，是印度尼西亞最活躍的火山，頂部的火山口深600米，最近一次火山爆發在2018年。

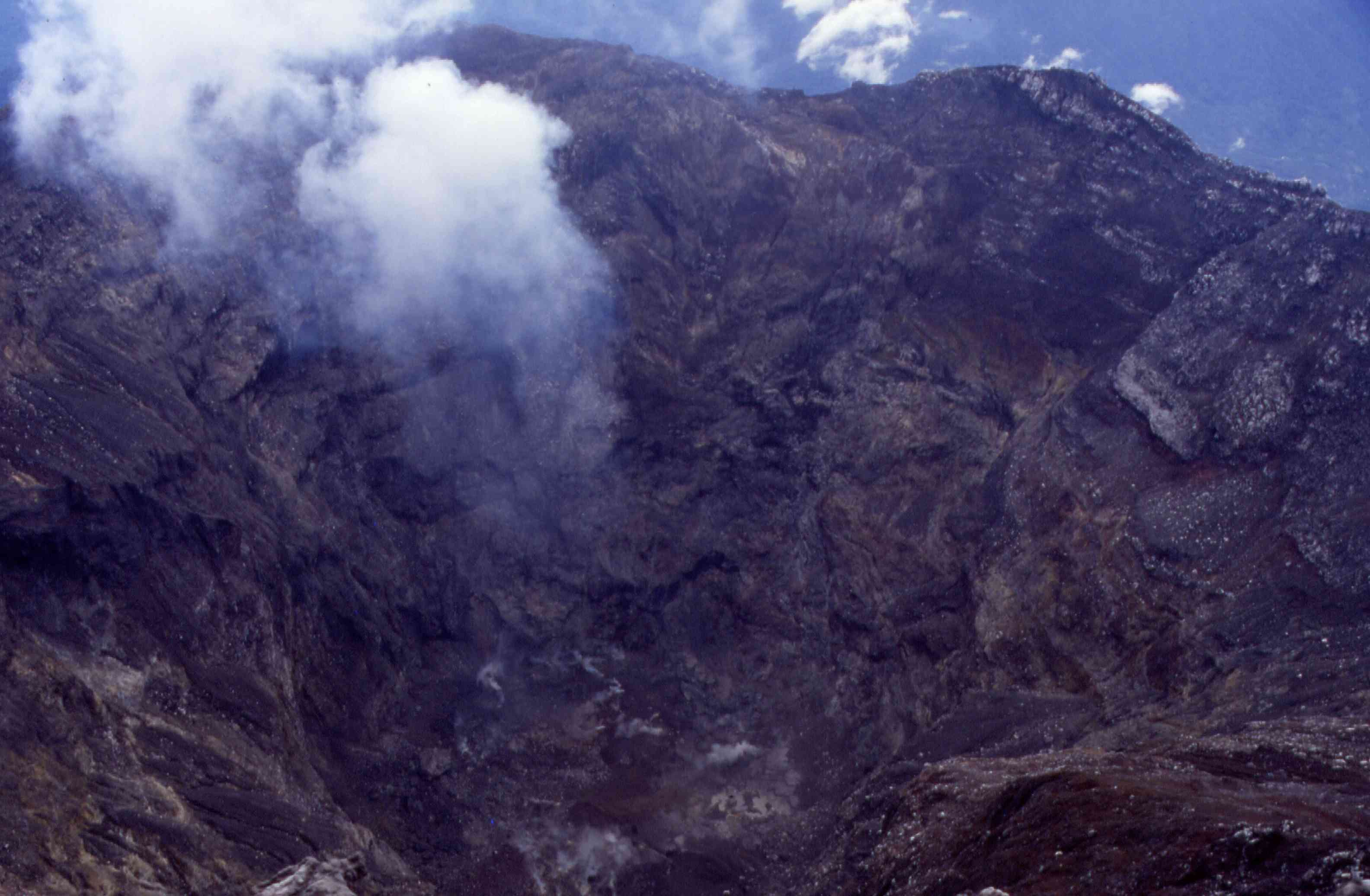
葛林芝火山口

## 外部連結
- Satellite picture by Google Maps （页面存档备份，存于）
- More information and trip report
- Kerinci Seblat National Park on Wikivoyage